# Pregap
Un pregap (o anche pre-gap) è un contenuto di un album discografico la cui presenza non viene indicata sulla copertina di un disco, proprio come una traccia fantasma.

## Tecniche
Uno dei metodi che viene usato per poter inserire questo tipo di tracce, e quindi scoprirle, consiste nell'inserirle all'inizio del disco, esattamente all'inizio del primo brano, ma, a differenza di una traccia fantasma, non serve la pausa di silenzio, poiché non appena si inserisce un CD nel lettore, bisogna tenere premuto il tasto search, dopodiché dalla traccia "1" si passa alla traccia "0", mentre compare il simbolo "meno" accanto ai minuti indicati sullo stereo. 

## Esempi
- Angelo Badalamenti
  - Colonne sonore di Twin Peaks (1990 - 2007): con le tracce pregap Abstract Mood e Credit Boogie, entrambe presenti nel secondo disco dell'album.

- Baustelle
  - Amen (2009): con le tracce pregap No Steinway e Spaghetti Western.

- Bloc Party
  - Silent Alarm (2005): con la traccia pregap Every Time Is The Last Time.

- Damien Rice
  - 9 (Damien Rice) (2006): con una traccia pregap basata sul brano 9 Crimes, in versione demo.

- Delta V
  - Monaco '74 (2001): con la traccia pregap Glenda.

- Evanescence
  - Origin (Evanescence) (2000): con una traccia pregap basata sul brano Anywhere.

- I Am Kloot
  - I Am Kloot (album) (2003): con la traccia pregap Deep Blue Sea.

- Kylie Minogue
  - Light Years (2000): con la traccia pregap Spinning Around.

- Lamb
  - Fear of Fours (1999): una versione alternativa di Lullaby si può trovare nel pregap della prima traccia Soft Mistake.

- Queens of the Stone Age
  - Songs for the Deaf (2002): con la traccia pregap The Real Song For The Deaf.

- Rammstein
  - Reise, Reise (2004): con una traccia pregap basata su una registrazione del Volo Japan Airlines 123.

- Relient K
  - Mmhmm (2004): con la traccia pregap MMHMM.
  - Forget and Not Slow Down (2009): con una traccia pregap senza titolo.

- U.N.K.L.E.
  - Never, Never, Land (2003): con la traccia pregap Back and Forth.